# حساء البط (فلم 1933)
حساء البط (بالإنجليزية: Duck Soup) فيلم كوميدي، وموسيقي، وحرب أمريكي لعام 1933 للمخرج ليو مكاري، كتبه بيرت كالمار وهاري روبي، وصدر لدور العرض في 17 نوفمبر 1933. الفيلم من بطولة الإخوة ماركس (جروشو وهاربو وتشيكو وزيبو، وهم عائلة سينمائية كوميدية أمريكية اشتهرت في الثلاثينيات).
يلعب غروشو دور الرئيس الجديد لدولة خيالية، وزيبو هو سكرتيره، بينما هاربو وتشيكو هما جاسوسان من دولة منافسة. تتدهور العلاقات بين غروشو والسفير الأجنبي خلال الفيلم، ويدخلوا الحرب في النهاية.

## طاقم التمثيل
| - جروشو ماركس: روفوس تي فايرفلاي - هاربو ماركس: بينكي - شيكو ماركس: شيكوليني - زيبو ماركس: الملازم بوب رولاند - مارجريت دومون: السيدة جلوريا | - لويس كاليرن: السفير ترينتينو من سيلفانيا - راكيل توريس: فيرا ماركال - إدغار كينيدي: بائع عصير الليمون - إدموند بريز: الرئيس السابق زاندر - إدوين ماكسويل: وزير الحرب السابق | - وليام ورثينجتون: أول وزير للمالية - دافيسون كلارك: وزيرا ثانيا للمالية - تشارلز ميدلتون: المدعي العام - ليونيد كينسكي: محرض سيلفاني - فيرنا هيلي: سكرتيرة ترينتينو | - جورج ماكواري: قاضيًا أول - فريد سوليفان: قاضيا ثانيا - إريك ماين: قاضيا ثالثا - وايد بوتيلر: ضابط في مقر المعركة - كاري دومري: ضيف استقبال |

## أحداث الفيلم
تصر السيدة الثرية تيسدال على تعيين روفوس تي فايرفلاي زعيم لبلد فريدونيا الصغير المفلس قبل أن تستمر في تقديم المساعدة المالية التي تشتد الحاجة إليها، وفي غضون ذلك، تحاول جارتها سيلفانيا ضم اراضي فريدونيا. يحاول السفير السيلفاني ترينتينو إثارة ثورة وجذب السيدة تيسدال، ويحاول اثارة المشاكل على فايرفلاي بإرسال الجاسوسين شيكوليني وبينكي إلى أراضي فريدونيا.
يفشل الجاسوسين في جمع المعلومات، ولكن فايرفلاي يلمح شيكوليني يبيع الفول السوداني خارج نافذته، ويقوم باستدعائه، وتعيينه وزيراً للحرب. يشك بوب رولاند سكرتير الزعيم في نوايا السفير ترينتينو، وينصح فايرفلاي بالتخلص من ترينتينو بإهانته. يوافق فايرفلاي على الخطة ولكنها تأتي بنتيجة عكسية عندما يتهور فايرفلاي وصفع ترينتينو، وتصبح البلدين على شفا الحرب.
تعلن الحرب رسميًا، ويتغلب على الجميع جنون الحرب، وينطلقوا في الأغاني والرقص. ينضم تشيكوليني وبينكي إلى فايرفلاي وبوب رولاند في معركة فوضوية، مما يؤدي إلى حدوث فوضى عامة. تأتي نهاية الفيلم بعد معركة شرسة، وترينتينو عالقًا في مستنقع، حيث يقوم الأخوان برشقه بالفاكهة، ويستسلم ترينتينو، لكن فايربلاي يخبره بالانتظار حتى نفاذ الفاكهة. تبدأ السيدة تيسدال في غناء النشيد الوطني لفريدونيا بصوتها الأوبرالي ويبدأ الأخوان في القاء الفاكهة عليها.

## استقبال الفيلم
لم يكن حساء البط فشلًا في شباك التذاكر. على الرغم من أنه لم يكن جيدًا مثل فيلم الإخوة ماركس لعان 1932 «ريش الخيولHorse Feathers»، إلا أنه كان سادس أعلى فيلم في أرباح عام 1933، وهذا وفقًا لما ذكره جلين ميتشل في «موسوعة الإخوة ماركس The Marx Brothers Encyclopedia» وكتاب سيمون لوفيش «أعمال القرود Monkey Business»، عن سيرة الأخوة ماركس، ومع ذلك، كان الفيلم خيبة أمل في شباك التذاكر لشركة باراماونت. أحد الأسباب المحتملة للاستقبال الفاتر للفيلم هو أنه تم إصداره خلال فترة الكساد الكبير. لقد فوجئ الجمهور بهذا التجاهل السياسي غير المعقول، والسخرة، والسخرية في وقت الأزمة الاقتصادية والسياسية. قال الباحث السينمائي ليونارد مالتين في كتابه «عظماء الكوميديا»: «أفلام رائعة مثل» أعمال القرود«لعام 1931، و» ريش الخيول«لعام 1932، و» حساء البط«لعام 1933، إلا أن بعض النقاد ورواد السينما وجدوها غير سارة واشتاقوا إلى أفلامهم القديمة مثل» جوز الهند The Cocoanuts" لعام 1929 الأكثر تنظيماً مع تفاهاتها الموسيقية... كان الهجوم غير مريح علي الكوميديا الماركسية أكثر من اللازم".
تم اختيار «حساء البط» في عام 1990، لحفظه في السجل الوطني للأفلام بالولايات المتحدة في مكتبة الكونغرس باعتباره «مهمًا ثقافيًا أو تاريخيًا أو جماليًا».
صوت قراء مجلة «توتال فيلم» في عام 2000 وادرجوا فيلم «حساء البط» في المرتبة 29 على قائمة أفضل الأفلام الكوميدية على الإطلاق.
منح موقع الطماطم الفاسدة الفيلم تقييم مقداره 94% بناء على آراء 47 نافد سينمائي، وكتب إجماع الموقع: «مدفوعًا بالسخافة الملهمة ومبارك ببعض أعمال الإخوة ماركس الأكثر روعة، يعد فيلم حساء البط أحد أرقى الأعمال الكوميدية في أي عصر».
كان فيلم حساء البط من أوائل الأفلام التي ظهرت على قائمة الناقد السينمائي الأمريكي الكبير روجر إيبرت للأفلام العظيمة.
صنف معهد الفيلم الأمريكي فيلم حساء البط كالتالي:
في المرتبة 85 على قائمة «100 عام... 100 فيلم».
في المرتبة الخامسة على قائمة «100 عام... 100 ضحكة».
في المرتبة 60 (في نسخته العاشرة) على قائمة «100 عام... 100 فيلم».

## روابط خارجية
- مقالات تستعمل روابط فنية بلا صلة مع ويكي بيانات